# Mormodes chrysantha
Mormodes chrysantha är en orkidéart som beskrevs av Gerardo A. Salazar. Mormodes chrysantha ingår i släktet Mormodes och familjen orkidéer.
Artens utbredningsområde är Colombia. Inga underarter finns listade i Catalogue of Life.